# Санта-Изабел (Гояс)
Санта-Изабел (порт. Santa Isabel)  —  муниципалитет в Бразилии, входит в штат Гояс. Составная часть мезорегиона Центр штата Гойас. Входит в экономико-статистический  микрорегион Серис. Население составляет 3374 человека на 2006 год. Занимает площадь 806,814 км². Плотность населения — 4,2 чел./км².

## История
Город основан 14 мая 1982 года.

## Статистика
- Валовой внутренний продукт на 2003 год составляет 25 296 517,00 реалов (данные: Бразильский институт географии и статистики).
- Валовой внутренний продукт на душу населения на 2003 год составляет 7281,67 реалов (данные: Бразильский институт географии и статистики).
- Индекс развития человеческого потенциала на 2000 год составляет 0,720 (данные: Программа развития ООН).